# Air/Sea Supremacy
Air/Sea Supremacy è una raccolta di videogiochi pubblicata nel 1991 per i computer Amiga, Amstrad CPC, Atari ST, Commodore 64, MS-DOS e ZX Spectrum dalla Ubisoft.
È composta da cinque videogiochi di guerra aerea o navale, prevalentemente simulatori complessi, già pubblicati in precedenza da altri editori, quasi sempre la MicroProse o la Telecomsoft (che nel frattempo era stata acquisita dalla MicroProse).
Esiste una spilla ufficiale Ubisoft dedicata alla raccolta, ma non è chiaro se fosse inclusa con essa.

## Videogiochi
I titoli contenuti sono quasi sempre:
- Carrier Command, strategico-simulatore di portaerei, Rainbird 1988
- F-15 Strike Eagle, simulatore di aereo, MicroProse 1985
- Gunship, simulatore di elicottero, MicroProse 1986
- P-47 Thunderbolt, sparatutto a scorrimento, Firebird 1990
- Silent Service, simulatore di sottomarini, MicroProse 1985

Solo la versione Amiga differisce; al posto di F-15 Strike Eagle (mai uscito per Amiga) contiene uno dei seguenti, a seconda delle edizioni:
- Harpoon, strategico navale, Personal Software Services 1991
- Wings, simulatore di aereo, Cinemaware 1990

## Accoglienza
La raccolta contiene diversi titoli di simulazione/strategia che erano stati in passato dei noti successi, oltre all'unico semplice gioco arcade P47 che poteva apparire un po' fuori posto.
La raccolta nel complesso fu apprezzata dalla stampa dell'epoca, almeno per gli amanti del genere simulazione.